# Sugaentulus
Sugaentulus es un género de Protura en la familia Acerentomidae.

## Especies
- Sugaentulus andrzeji Shrubovych & Rusek, 2010[2]
- Sugaentulus masumii Imadaté, 1978